# Accidente migrante de Chiapas
El accidente migrante de Chiapas fue una tragedia ocurrida el 9 de diciembre de 2021, en la carretera Chiapa de Corzo-Tuxtla Gutiérrez, en el estado mexicano de Chiapas. El accidente ocurrió cuando un tractocamión de carga con dos remolques, el cual transportaba a unas 160 personas migrantes, se accidentó en una curva. Debido al accidente, 57 personas perdieron la vida, y decenas más resultaron heridas. Las personas eran originarias, en su mayoría, de Guatemala, y pretendían llegar a Estados Unidos.

## Hechos
Antes del accidente, el camión que recogió a los migrantes partió de San Cristóbal de Las Casas. Las personas migrantes se hospedaron en casas de seguridad, y para tener acceso al camión, habían pagado una suma de 100,000 quetzales (el equivalente a 13,000 dólares estadounidenses). Además del tractocamión accidentado, se dice que había otro con rumbo a Puebla.
El 9 de diciembre de 2021, un camión Kenworth de doble remolque que trasladaba a unos 160 migrantes, tuvo un accidente cuando se encontraba a la altura de Tuxtla Gutiérrez. El autobús iba a una velocidad de 100 kilómetros por hora, y en una curva chocó en contra de un poste de electricidad y un puente peatonal. Los migrantes, casi todos de origen guatemalteco, eran transportados en un remolque, el cual explotó y fue destruido con el impacto.
Ante el accidente, las personas cercanas, incluyendo a vecinos de la zona, auxiliaron a los sobrevivientes.
El accidente dejó unas 57 personas fallecidas y más de 100 heridos, de los cuales 95 eran guatemaltecos, 3 dominicanos, un mexicano, un ecuatoriano y un hondureño. El chofer también resultó herido, pero se dio a la fuga.
La zona en la que transitaba el tractocamión tenía un límite de velocidad de 80 km/h, mientras el camión transitaba a unos 100 km/h. El tractocamión era de propiedad de la empresa Autotransportes Río Blanco, mientras que el remolque era de Z Transportes, de Veracruz; sin embargo, la empresa se deslindó de los hechos. El vehículo estaba diseñado para transportar frutas, verduras y otras mercancías. El camión partió el jueves 9 de Guatemala, con rumbo a Veracruz.
El accidente es el incidente más mortífero que involucra a migrantes que pasan por México desde las masacres de San Fernando de 2010 y 2011, donde miembros del cartel Los Zetas asesinaron a migrantes en el estado de Tamaulipas.

## Reacciones
| Andrés Manuel López Obrador | Twitter |
| @lopezobrador_              |         |

             Lamento profundamente la tragedia ocasionada por la volcadura de un tráiler en Chiapas que transportaba migrantes centroamericanos. Es muy doloroso. Abrazo a los familiares de las víctimas
         

        2021-12-09

La Fiscalía General de la República señaló que el accidente se debió al exceso de velocidad.
Para organizaciones de la sociedad civil, el accidente es el resultado de la crisis migratoria en México, que se ha incrementado en 2021, que ponen en riesgo a las y los migrantes que deciden dejar sus países para llegar a Estados Unidos. Tan sólo entre enero de octubre de 2021, se interceptaron a 228 115 personas migrantes, deportando a 82 627.
El presidente Andrés Manuel López Obrador lamentó el accidente en un mensaje de Twitter., y señaló que era muy doloroso lo que había ocurrido. Por otro lado, el presidente señaló que para acabar con este problema, habría que acabar con las causas de fondo con respecto a la migración mundial, la corrupción y la desigualdad económica.
La Comisión Nacional de los Derechos Humanos abrió una investigación para saber si alguna instancia, como el Instituto Nacional de Migración, la Guardia Nacional, la Fiscalía general del estado de Chiapas o la Fiscalía General de la República, habría incurrido en alguna violación de los derechos humanos de las personas migrantes.

## La curva del migrante
Pobladores que habitan cerca de la carretera donde ocurrió el accidente, convirtieron la zona en un jardín santuario, para honrar a las personas migrantes que murieron en el accidente. Una mujer de nombre María, donó plantas, y también se colocó pasto alfombra. Otras que pasan, así como migrantes, dejan veladoras y flores; y se detienen a rezar. Otros vecinos construyeron una capilla, también en honor a los migrantes.